# Kari (Tanghin-Dassouri)
Pour les articles homonymes, voir Kari.
Kari est une localité située dans le département de Tanghin-Dassouri de la province du Kadiogo dans la région Centre au Burkina Faso.

## Géographie
Kari est, tout comme la localité de Kiendpalogo, administrativement regroupé avec le village de Boulsin.

## Histoire
L'agriculture et le maraîchage sont les activités principales du village. Les cultures maraîchères (tomates, choux, oignons) sont pratiquées notamment par le groupement de femmes du village en saison sèche et favorisée par la construction en 2009 d'un château d'eau de 5 000 litres (avec pompe solaire) pour l'irrigation.

## Santé et éducation
Le centre de soins le plus proche de Kari est le centre de santé et de promotion sociale (CSPS) de Sané tandis que le centre médical (CM) se trouve à Tanghin-Dassouri et que les hôpitaux sont à Ouagadougou.
Le village possède une école primaire publique tandis que le collège d'enseignement général (CEG) se trouve à Boulsin.